# Postcards from paradise (canción)
«Postcards from paradise» es una canción escrita por Ringo Starr y Todd Rundgren, lanzado como primer sencillo del álbum homónimo de Starr, en el año 2015. Dura 5 minutos y 18 segundos, convirtiéndose en la canción más larga del disco.

## Grabación y lanzamiento
Fue grabada en 2014 entre la gira mundial realizada por el músico junto a su banda "All-Starr Band".
La canción es notable por su sonido muy diferente de lo que muchos de otras canciones de Starr. La letra cuenta con una multitud de referencias a los títulos de las canciones, tanto de Los Beatles  como del material en solitario de Starr en cada verso.
El video de la canción fue lanzada a través de Yahoo.com el 3 de marzo de 2015.  La canción fue lanzada posteriormente en iTunes y Amazon.com.

## Personal
- Ringo Starr-Teclados, batería, percusión y voz.
- Todd Rundgren-Guitarra, teclados y coros.